# 朱五四
朱 五四（しゅ ごし、1283年 - 1344年）は、明朝の初代皇帝洪武帝朱元璋の父。後に世珍と改名された。

## 略歴
貧しい農家に生まれ、妻の陳氏との間に4男2女を儲けた。至正4年（1344年）の黄河氾濫により子供たちだけを残して他界した。朱元璋が明朝を建てると、廟号を仁祖、諡号を淳皇帝と追尊された。

## 家庭

中華人民共和国安徽省滁州市鳳陽県にある皇陵。朱五四と陳氏の陵墓である

### 父母
- 父 朱初一（後に熙祖裕皇帝とされる）
- 母 王氏（後に裕皇后とされる）

### 妻
- 陳氏（後に淳皇后とされる）

### 男子
1. 朱重四（朱興隆、後に南昌王に追封）
2. 朱重六（朱興盛、後に盱眙王に追封）
3. 朱重七（朱興祖、後に臨淮王に追封）
4. 洪武帝 朱元璋（朱重八、朱興宗）

### 女子
1. 太原公主
2. 曹国公主 朱仏女（李文忠の母）